# اتحاد العمال الزراعيين في جنوب غرب سلوفاكيا
كان اتحاد العمال الزراعيين في جنوب غرب سلوفاكيا اتحادًا لعمال الزراعة المجرية في سلوفاكيا. كانت تابعة لاتحاد مجلس النقابات المجرية الألمانية. جيولا ناجي ، وهو شخصية مهمة في الجناح اليساري في سلوفاكيا في ذلك الوقت ، سكرتيرًا لنقابة العمال الزراعيين (بالإضافة إلى كونه سكرتيرًا في الاتحاد وبرلمانيًا في الحزب الديمقراطي الاجتماعي الهنغاري الألماني.

عقد اتحاد العمال الزراعيين مؤتمرا يوم 4 أبريل 1920 في براتيسلافا. جادل جيولا ناجي في المؤتمر بأن الوصول إلى اتفاقيات الأجور الجماعية وإصلاح الأراضي كانت قضايا أكثر إلحاحًا من الصراع الثوري. 